# Европско такмичење
Европско такмичење (нем. Europäischer Wettbewerb) је ученичко такмичење на којем ученици пријављују креативне, уметничке или писане радове о активностима Европске уније.  Први пут је покренут као такмичење есеја у Северној Рајни-Вестфалији 1953. године. Само годину дана касније, све остале немачке савезне државе су се придружиле иницијативи.  Такмичење је један од најранијих транснационалних пројеката о грађанском образовању. Данас се примењује у петнаестак земаља. 
Сваке године на такмичењу учествује 75.000 ученика. Теме су одређене са четири модула који су рашчлањени према узрасту и оријентисани на тему Европске године. Захтеви захтевају да сви достављени радови буду у складу са европском перспективом. Друштвени, економски, политички и културни аспекти су централни за такмичење.

## Курс
Пријаве на конкурс почињу од почетка августа и септембра и трају све до фебруара, они се представљају жирију у одговарајућој савезној држави, који може доделити цене и препоручити најбоље радове националном жирију. Овај одбор се обично састаје у марту и објављује листу лауреата у априлу. Награде се додељују у савезним државама немачке, често се договарају око Дана Европе у мају.

## Преоријентација
2009. године, Европско такмичење је преуређено што се тиче садржаја и структуре. Кључне тачке новог концепта:
- Експлицитније су наглашене активности Европске уније.
- Ученици који се баве искључиво уметничким делима морају да илуструју европску димензију у писаној форми.
- Укинуто је раздвајање на уметничке и писане теме. Задацима се сада може приступити на различите начине.
- Поред прилога из предмета немачки језик и уметност, цене се дела заснована на историји, политици, географији, верском образовању или етици.
- Подстиче се сарадња са европским партнерима или партнерским школама.

## Финансирање
Европско такмичење финансирају Савезно министарство образовања и истраживања Немачке и Министарство спољних послова Немачке, као што су и Kultusministerkonferenz (министарства културе и образовања) и администрације Сената немачких савезних држава и Federal Press Office .